# Плацентин
Плацентин (лат. Placentinus, итал. Placentino или Piacentino, ок. 1130, Пьяченца — 1192, Монпелье) — итальянский юрист, глоссатор.

## Биография
Плацентин происходил из Пьяченцы (Плацентии), которой обязан своим именем, переводимым буквально как пьячентинец (итал. piacentini).
Он принадлежал к школе глоссаторов в Болонском университете, где стал профессором и держал кафедру гражданского права с 1166 года. Также он преподавал право в Мантуе, где написал «De varietate actionum» («Summa Mantuana»).
В 1170 году он оставил Болонью, вероятно из-за политических разногласий с коллегами, поддерживающими императора Фридриха I Барбароссу, и переехал в Монпелье.
Плацентин известен, главным образом, как основатель первой средневековой юридической школы во Франции — впоследствии юридического факультета университета Монпелье. Он преподавал там римское право до 1183 года, когда вернулся в Италию.
В 1189 году он вновь приезжает в Монпелье, где и оставался до своей смерти в 1192 году.

## Главные труды
- «Summa Mantuana» («De varietate actionum») (Майнц, 1530),
- «Summa ad codicem» (Майнц, 1536),
- «Summa ad institutiones» (ib., 1535—1537).